# Марк Аррецін Клемент
Марк Аррецін Клемент (лат. Marcus Arrecinus Clemens; ? — після 86) — державний діяч Римської імперії, двічі консул-суффект 73 та 83 років.

## Життєпис
Походив зі впливової етруської родини. Син Марка Арреціна Клемента, преторіанського префекта 38 року.Його сестра Аррецила Тертулла була першою дружиною майбутнього імператора Тита. Воював у Першій Юдейській війні. Підтримав Веспасіана під час громадянської війни. Користувався великою довірою останнього. У 70 році став префектом преторія. Втім у 71 році вимушений був скласти повноваження внаслідок інтриг. У 73 році призначено консулом-суффектом разом з Секстом Юлієм Фронтіном.
У 74—82 роках як імператорський легат—пропретор керував Тарраконською Іспанією. У 83 році знову став консулом-суффектом, цього разу разом з Марком Корнелієм Нігріном Куріацієм Матерном. У 86 році став міським префектом Риму. Подальша доля невідома.